# 市民革命
市民革命（しみんかくめい）またはブルジョア革命、資本主義革命、民主主義革命は、封建的・絶対主義的国家体制を解体して、近代社会（市民社会・資本主義社会）をめざす革命を指す歴史用語である。一般的に、啓蒙思想に基づく人権（政治参加権あるいは経済的自由権）を主張した「市民（ブルジョア・資本家・商工業者）」が主体となって推し進めた革命と定義される。代表例はイギリス革命（清教徒革命および名誉革命）、アメリカ独立革命、フランス革命など。

## 概説
この「市民」には、封建・絶対主義から解放され、自立した個人という意味および商人・資本家という意味を持っているため、市民革命の定義も二義性を持つ。一方で、この二義性は表裏一体をなす。すなわち、革命をなすための市民社会の形成には資本主義の発達が不可欠であり、私的所有の絶対を原則とする資本主義社会の成立が必要だったのである。
ロシア革命もこれに分類されることがある。市民革命は、また、資本主義社会から社会主義・共産主義社会の実現をめざしたプロレタリア革命とは性格を異にする。1848年革命、パリ・コミューンなどは一般的にプロレタリア革命に類される。

## プロセス
フランスなどのように、領主が支配する封建制の打破を目的として起こる場合、イギリスのように経済的・政治的独占状態を脱して「平等」の実現を目的として起こる場合、あるいは種々の民衆運動が肥大化した場合など様々なプロセスがある。しかし、いずれも政治的平等を目的としている点では同じである。

## 市民革命の前提
ブルジョアジー（ブルジョワジー）の誕生と市民社会の形成とは相支え合う要素であり、ともに市民革命の要件とされる。ブルジョアジーが発展するためには労働力の移動、流通の自由や私的所有などが認められていなければならず、これは市民社会の成長を要件としている。いっぽうで、市民社会がつくられるためには封建的支配者の打倒が必要であるが、それは経済力を持ったブルジョアジーの力が必要であった。
ブルジョアジーの誕生
個人が社会の構成要素として、一定の経済力を持ったかたちで主体的に行動することが封建制・絶対主義を覆すための前提となる。したがって市民革命には革命の主体となるブルジョアジーの誕生が前提となる。ブルジョアジーの誕生についてはブルジョアジーの項目を参照されたい。
市民社会の形成
封建制・絶対主義の恣意的な支配から脱却し、意志を持った個人の自由なまとまりとしての社会をめざすためには市民社会の成長が要件となる。個人の社会的・経済的自由に啓蒙思想が寄与し、各地で出版などメディアの成長がみられた。革命の結果、権利章典・アメリカ独立宣言・フランス人権宣言などが実現された。

## 世界
封建制・絶対主義体制から個の自由をめざしたのが市民革命であり、資本主義と労働者が対立しておこった革命はプロレタリア革命とされる。ドイツやオーストリアでの1848年革命はプロレタリア革命的色彩が強く、ロシア革命は資本主義の段階を経ないでおこったプロレタリア革命といわれる。
こうした革命の定義は西ヨーロッパ世界の様式を前提としており、辛亥革命や明治維新など世界各地で起こった内戦・政治的変化・革命・独立戦争はこれらに分類しきれず、現在も議論の余地が残っている。また、いわゆる共産貴族からの支配から脱した東欧革命は市民革命に同等であると考えられるが、むしろソビエト連邦からの独立革命といった意義が強いとも考えられ、20数年という時間において評価は定まっていない。